# Al-Ahli Football Club (féminines)
Pour les articles homonymes, voir Al Ahly.
Maillots
La section féminine d'Al-Ahli est un club féminin de football saoudien basé à Djeddah.

## Histoire
La Miraas Academy est fondée en 2019 à Djeddah. Le club termine deuxième de son groupe lors du championnat régional de 2020. En 2021, le club participe au premier championnat féminin d'Arabie saoudite. Il est éliminé en quarts de finale par Al-Yamamah (8-0).
En 2022, Al-Ahli reprend le club de Miraas qui évolue en première division saoudienne et en fait sa section féminine.
En mars 2024, le club remporte la première édition féminine de la coupe d'Arabie saoudite en battant Al-Shabab en finale (3-2). L'internationale ghanéenne d'Al-Ahli, Alice Kusi, est nommée meilleure joueuse du tournoi, tandis que l'internationale marocaine Ibtissam Jraidi termine meilleure buteuse,.

## Palmarès
Coupe d'Arabie saoudite (2) :
- Vainqueur en 2024 et 2025

## Rivalités
Al-Ahli dispute le derby de Djeddah face à Al-Ittihad. La rivalité entre les deux clubs date de leurs débuts en 2019, quand Al-Ittihad s'appelait encore les Jeddah Eagles.
Lors du premier derby après que les clubs soient passés sous le giron des clubs masculins, le 18 octobre 2022, Al-Ahli perd 3-1.